# Ponticola cephalargoides
Ponticola cephalargoides és una espècie de peix de la família dels gòbids i de l'ordre dels perciformes.

## Morfologia
Els mascles poden assolir els 25 cm de longitud total.

## Distribució geogràfica
Es troba a la mar Negra i Mar d'Azov.